# Bucamps
Bucamps är en kommun i departementet Oise i regionen Hauts-de-France i norra Frankrike. Kommunen ligger i kantonen Froissy som tillhör arrondissementet Clermont. År 2022 hade Bucamps 207 invånare.

## Befolkningsutveckling
Antalet invånare i kommunen Bucamps
| Referens: INSEE |